# The Neptunes
The Neptunes — американський продюсерський дует, що складається з Фаррелла Вільямса та Чада Г’юго. Створений у Вірджинія-Біч (Вірджинія) у 1992 році. Вільямс часто виконує додатковий вокал на записах і з'являється в музичних кліпах дуету, тоді як Г'юго намагається залишатися за кадром.
The Neptunes спродюсували пісні для багатьох виконавців, зокрема Clipse, Бейонсе, Jay-Z, Kelis, N.O.R.E., Брітні Спірс, Джастіна Тімберлейка, Nelly, Ludacris, T.I., Robin Thicke, Гвен Стефані, Snoop Dogg та інших. У 2009 році Billboard поставив Neptunes на перше місце у своєму списку «10 найкращих продюсерів десятиліття». У січні 2020 року Neptunes було введено Зали слави авторів пісень, а в травні 2021 року Г’юго та Вільямс отримали почесні докторські ступені Музичного коледжу Берклі та Бостонської консерваторії Берклі.

## Дискографія
Альбоми
- Clones (2003)

Найбільш відомі спродюсовані пісні
- 2000 — «I Just Wanna Love U (Give It 2 Me)» (Jay-Z)
- 2001 — «I'm a Slave 4 U», «Boys» (Брітні Спірс)
- 2001 — «Girlfriend» (’N Sync)
- 2001 — «Nookie», «N 2gether Now» (Limp Bizkit)
- 2001 — «You Don’t Have to Call» (Usher)
- 2002 — «Hot in Herre» (Nelly)
- 2002 — «Rock Your Body» и «Señorita» (Джастін Тімберлейк)
- 2002 — «Work It Out» (Бейонсе)
- 2002 — «Excuse Me Miss» (Jay-Z)
- 2002 — «Beautiful» (Snoop Dogg)
- 2002 — «Frontin'» (Фаррелл Вільямс за участю Jay-Z)
- 2003 — «Milkshake» (Келіс)
- 2004 — «Drop It Like It’s Hot» (Snoop Dogg)
- 2004 — «Let's Get Blown» (Snoop Dogg)
- 2004 — «Hollaback Girl» (Гвен Стефані)
- 2005 — «Say Somethin'» (Мерая Кері)
- 2006 — «Moneymaker» (Ludacris)
- 2006 — «Yummy» (Гвен Стефані)
- 2006 — «Wind It Up» (Гвен Стефані)
- 2006 — «Vato» (Snoop Dogg за участю B-Real)
- 2008 — «Give It 2 Me» (Мадонна)